# Eudevenopus honduranus
Eudevenopus honduranus is een vlokreeftensoort uit de familie van de Platyischnopidae. De wetenschappelijke naam van de soort is voor het eerst geldig gepubliceerd in 1983 door Thomas & J. L. Barnard.